# Cena BAFTA za nejlepší masky a účesy
Filmová cena Britské akademie za nejlepší masky a účesy je filmová cena udělovaná každý rok Britskou akademií filmového a televizního umění.

## Vítězové a nominovaní

### Osmdesátá léta
| Rok  | Umělec                                                                       | Za masky ve snímku                   |
| ---- | ---------------------------------------------------------------------------- | ------------------------------------ |
| 1982 | Sarah Monzani, Michèle Burke a Christopher Tucker                            | Boj o oheň                           |
| 1982 | Tom Smith                                                                    | Gándhí                               |
| 1982 | Marvin Westmore                                                              | Blade Runner                         |
| 1982 | Robert Sidell                                                                | E.T. – Mimozemšťan                   |
| 1983 | Dorothy J. Pearl, George Masters, C. Romania Ford a Allen Weisinger          | Tootsie                              |
| 1983 | Gordon Kay                                                                   | Heat and Dust                        |
| 1983 | Phil Tippett a Stuart Freeborn                                               | Star Wars: Epizova VI – Návrat Jediů |
| 1983 | Fern Buchner a John Caglione Jr.                                             | Zelig                                |
| 1984 | Paul Engelen, Peter Frampton, Rick Baker a Joan Hills                        | Tarzan                               |
| 1984 | Jane Royle a Christopher Tucker                                              | Společenství vlků                    |
| 1984 | Alan Boyle                                                                   | Garderobiér                          |
| 1984 | Tommie Manderson                                                             | Vražedná pole                        |
| 1985 | Paul LeBlanc a Dick Smith                                                    | Amadeus                              |
| 1985 | Peter Frampton, Paul Engelen, Anna Dryhurst, Luis Michelotti a Beth Presares | Smaragdový les                       |
| 1985 | Peter King a Rob Bottin                                                      | Legenda                              |
| 1985 | Michael Westmore                                                             | Maska                                |
| 1986 | Tameyuki Aimi, Chihako Naito a Noriko Takamizawa                             | Ran                                  |
| 1986 | Peter King                                                                   | Vetřelci                             |
| 1986 | Jenny Shircore                                                               | Dítě snů                             |
| 1986 | Peter Frampton                                                               | Sid a Nancy                          |
| 1987 | Hasso von Hugo                                                               | Jméno růže                           |
| 1987 | Chris Walas a Stephen Dupuis                                                 | Moucha                               |
| 1987 | Anna Dryhurst                                                                | Naděje a sláva                       |
| 1987 | Michèle Dernelle a Jean-Pierre Eychenne                                      | Jean od Floretty                     |
| 1988 | Fabrizio Sforza                                                              | Poslední císař                       |
| 1988 | Ve Neill, Steve La Porte a Robert Short                                      | Beetlejuice                          |
| 1988 | Sally Sutton                                                                 | Hrst plná prachu                     |
| 1988 | Carla Palmer                                                                 | Robocop                              |
| 1989 | Maggie Weston, Fabrizio Sforza a Pam Meager                                  | Dobrodružství Barona Prášila         |
| 1989 | Paul Engelen a Nick Dudman                                                   | Batman                               |
| 1989 | Ken Jennings                                                                 | Moje levá noha                       |
| 1989 | Jean-Luc Russier                                                             | Nebezpečné známosti                  |

### Devadesátá léta
| Rok  | Umělec                                                                | Za masky ve snímku                       |
| ---- | --------------------------------------------------------------------- | ---------------------------------------- |
| 1990 | John Caglione, Jr. a Doug Drexler                                     | Dick Tracy                               |
| 1990 | Maurizio Trani                                                        | Bio Ráj                                  |
| 1990 | Ben Nye Jr.                                                           | Duch                                     |
| 1990 | Christine Beveridge a Jim Henson                                      | Čarodějky                                |
| 1991 | Michèle Burke a Jean-Pierre Eychenne                                  | Cyrano z Bergeracu                       |
| 1991 | Fern Buchner, Katherine James a Kevin Haney                           | Addamsova rodina                         |
| 1991 | Francisco X. Pérez                                                    | Tanec s vlky                             |
| 1991 | Ve Neill, Stan Winston                                                | Střihoruký Edward                        |
| 1992 | Peter King                                                            | Poslední Mohykán                         |
| 1992 | Ve Neill, Ronnie Specter, Stan Winston                                | Batman se vrací                          |
| 1992 | Wally Schneiderman, Jill Rockow a John Caglione Jr.                   | Chaplin                                  |
| 1992 | Christine Beveridge                                                   | Rodinné sídlo                            |
| 1993 | Morag Ross                                                            | Orlando                                  |
| 1993 | Kevin Haney, Katherine James, Fred C. Blau Jr. a Fern Buchner         | Addamsova rodina 2                       |
| 1993 | Christina Smith, Matthew W. Mungle, Waldemar Pokromski a Pauline Heys | Schindlerův seznam                       |
| 1993 | Greg Cannom, Michèle Burke a Matthew W. Mungle                        | Drákula                                  |
| 1994 | Cassie Hanlon, Angela Conte a Strykermeyer                            | Dobrodružství Priscilly, královny pouště |
| 1994 | Greg Cannom, Ve Neill a Yolanda Toussieng                             | Mrs. Doubtfire – Táta v sukni            |
| 1994 | Stan Winston, Michèle Burke a Jan Archibald                           | Interview s upírem                       |
| 1994 | Greg Cannom a Sheryl Ptak                                             | Maska                                    |
| 1995 | Lisa Westcott                                                         | Šílenství krále Jiřího                   |
| 1995 | Peter Frampton, Paul Pattison a Lois Burwell                          | Statečné srdce                           |
| 1995 | Rick Baker, Ve Neill a Yolanda Toussieng                              | Ed Wood                                  |
| 1995 | Morag Ross a Jan Archibald                                            | Rozum a cit                              |
| 1996 | Rick Baker a David LeRoy Anderson                                     | Zamilovaný profesor                      |
| 1996 | Lynda Armstrong, Martial Corneville, Colin Jamison a Jean-Luc Russier | 101 dalmatinů                            |
| 1996 | Fabrizio Sforza a Nigel Booth                                         | Anglický pacient                         |
| 1996 | Sarah Monzani a Martin Samuel                                         | Evita                                    |
| 1997 | Sallie Jaye a Jan Archibald                                           | Křídla vášně                             |
| 1997 | Lisa Westcott                                                         | Paní Brownová                            |
| 1997 | John M. Elliott Jr., Scott H. Eddo a Janis Clark                      | L.A. – Přísně tajné                      |
| 1997 | Tina Earnshaw, Simon Thompson a Kay Georgiou                          | Titanic                                  |
| 1998 | Jenny Shircore                                                        | Královna Alžběta                         |
| 1998 | Lois Burwell a Jeanette Freeman                                       | Zachraňte vojína Ryana                   |
| 1998 | Rick Baker a David LeRoy Anderson                                     | Zamilovaný Shakespeare                   |
| 1998 | Peter King                                                            | Sametová extáze                          |
| 1999 | Christine Blundell                                                    | Páté přes deváté                         |
| 1999 | Tania McComas a Carol A. O'Connell                                    | Americká krása                           |
| 1999 | Christine Beveridge                                                   | Hranice lásky                            |
| 1999 | Peter King                                                            | Ideální manžel                           |

### První desetiletí 21. století
| Rok  | Umělec                                                          | Za masky ve snímku                          |
| ---- | --------------------------------------------------------------- | ------------------------------------------- |
| 2000 | Rick Baker, Toni G, Sylvia Nava, Gail Ryan a Kazuhiro Tsuji     | Grinch                                      |
| 2000 | Naomi Donne                                                     | Čokoláda                                    |
| 2000 | Siu-Mui Chau a Yun-Ling Man                                     | Tygr a drak                                 |
| 2000 | Paul Engelen a Graham Johnston                                  | Gladiátor                                   |
| 2000 | Nuala Conway a Peter King                                       | Quills – Perem markýze de Sade              |
| 2001 | Peter King, Peter Owen a Richard Taylor                         | Pán prstenů: Společenstvo Prstenu           |
| 2001 | Rick Baker, Toni G a Kazuhiro Tsuji                             | Planeta opic                                |
| 2001 | Nick Dudman, Eithne Fennel a Amanda Knigh                       | Harry Potter a Kámen mudrců                 |
| 2001 | Jan Archibald a Sallie Jaye                                     | Gosford Park                                |
| 2001 | Maurizio Silvi a Aldo Signoretti                                | Moulin Rouge!                               |
| 2002 | Judy Chin, Beatrice De Alba, John E. Jackson a Regina Reyes     | Frida                                       |
| 2002 | Judi Cooper-Sealy a Jordan Samuel                               | Chicago                                     |
| 2002 | Manlio Rocchetti a Aldo Signoretti                              | Gangy New Yorku                             |
| 2002 | Jo Allen, Conor O'Sullivan a Ivana Primorac                     | Hodiny                                      |
| 2002 | Peter King, Peter Owen a Richard Taylor                         | Pán prstenů: Dvě věže                       |
| 2003 | Ve Neill a Martin Samuel                                        | Piráti z Karibiku: Prokletí Černé perly     |
| 2003 | Jean Ann Black a Paul LeBlanc                                   | Velká ryba                                  |
| 2003 | Paul Engelen a Ivana Primorac                                   | Návrat do Cold Mountain                     |
| 2003 | Jenny Shircore                                                  | Dívka s perlou                              |
| 2003 | Peter King, Peter Owen a Richard Taylor                         | Pán prstenů: Návrat krále                   |
| 2004 | Kathryn Blondell, Siân Grigg a Morag Ross                       | Letec                                       |
|      | Nick Dudman, Eithne Fennel a Amanda Knight                      | Harry Potter a vězeň z Azkabanu             |
|      | Siu-Mui Chau, Lee-Na Kwan a Xiaohai Yang                        | Klan létajících dýk                         |
|      | Christine Blundell                                              | Vera Draka – Žena dvou tváří                |
| 2005 | Howard Berger, Nikki Gooley a Greg Nicotero                     | Letopisy Narnie: Lev, čarodějnice a skříň   |
| 2005 | Peter Owen a Ivana Primorac                                     | Karlík a továrna na čokoládu                |
| 2005 | Nick Dudman, Eithne Fennel a Amanda Knight                      | Harry Poter a Ohnivý pohár                  |
| 2005 | Kate Biscoe, Lyndell Quiyou, Kelvin R. Trahan a Noriko Watanabe | Gejša                                       |
| 2005 | Fae Hammond                                                     | Pýcha a předsudek                           |
| 2006 | José Quetglás a Blanca Sánchez                                  | Faunův labyrint                             |
| 2006 | Angel De Angelis a Nicki Ledermann                              | Ďábel nosí Pradu                            |
| 2006 | Desiree Corridoni a Jean-Luc Russier                            | Marie Antoinette                            |
| 2006 | Ve Neill a Martin Samuel                                        | Piráti z Karibiku: Truhla mrtvého muže      |
| 2006 | Daniel Phillips                                                 | Královna                                    |
| 2007 | Didier Lavergne a Jan Archibald                                 | Edith Piaf                                  |
| 2007 | Jenny Shircore                                                  | Královna Alžběta: Zlatý věk                 |
| 2007 | Ivana Primorac                                                  | Pokání                                      |
| 2007 | Judi Cooper-Sealy a Jordan Samuel                               | Hairspray                                   |
| 2007 | Ivana Primorac                                                  | Sweeney Todd: Ďábelský holič z Fleet Street |
| 2008 | Jean Black a Colleen Callaghan                                  | Podivuhodný případ Benjamina Buttona        |
| 2008 | Peter King                                                      | Temný rytíř                                 |
| 2008 | Edouard F. Henriques a Kim Santantonio                          | Duel Frost/Nixon                            |
| 2008 | Steven E. Anderson a Michael White                              | Milk                                        |
| 2009 | Jenny Shircore                                                  | Královna Viktorie                           |
| 2009 | Thi Thanh Tu Nguyen a Jane Milon                                | Coco Chanel                                 |
| 2009 | Lizzie Yianni Georgiou                                          | Škola života                                |
| 2009 | Peter King                                                      | Nine                                        |
| 2009 | Sarah Monzani                                                   | Imaginárium dr. Parnasse                    |

### Druhé desetiletí 21. století
| Rok  | Umělec                                                          | Za masky ve snímku                     |
| ---- | --------------------------------------------------------------- | -------------------------------------- |
| 2010 | Valli O'Reilly a Paul Gooch                                     | Alenka v říši divů                     |
| 2010 | Judy Chin a Geordie Sheffer                                     | Černá labuť                            |
| 2010 | Amanda Knight a Lisa Tomblin                                    | Harry Potter a Relikvie smrti – část 1 |
| 2010 | Frances Hannon                                                  | Králova řeč                            |
| 2010 | Lizzie Yianni Georgiou                                          | Vyrobeno v Dagenhamu                   |
| 2011 | Marese Langan                                                   | Železná lady                           |
| 2011 | Jenny Shircore                                                  | Můj týden s Marilyn                    |
| 2011 | Morag Ross a Jan Archibald                                      | Hugo a jeho velký objev                |
| 2011 | Julie Hewett a Cydney Cornell                                   | Umělec                                 |
| 2011 | Amanda Knight a Lisa Tomblin                                    | Harry Potter a Relikvie smrti – část 2 |
| 2012 | Lisa Westcott                                                   | Bídníci                                |
| 2012 | Julie Hewett, Martin Samuel a Howard Berger                     | Hitchcock                              |
| 2012 | Peter King, Richard Taylor a Rick Findlater                     | Hobit: Neočekávaná cesta               |
| 2012 | Lois Burwell a Kay Georgiou                                     | Lincoln                                |
| 2013 | Evelyne Noraz a Kathrine Gordon                                 | Špinavý trik                           |
| 2013 | Kate Biscoe a Marie Larkin                                      | Liberace!                              |
| 2013 | Debra Denson, Beverly Jo Pryor a Robert L. Stevenson            | Komorník                               |
| 2013 | Rick Findlater                                                  | Hobit: Šmakova dračí poušť             |
| 2013 | Wizzy Molineaux a Ashley Johnson                                | Velký Gatsby                           |
| 2014 | Frances Hannon a Mark Coulier                                   | Grandhotel Budapešť                    |
| 2014 | Peter King a J. Roy Helland                                     | Čarovný les                            |
| 2014 | Christine Blundell a Lesa Warrener                              | Mr. Turner                             |
| 2014 | Jan Sewell                                                      | Teorie všeho                           |
| 2014 | Elizabeth Yianni-Georgiou a David White                         | Strážci galaxie                        |
| 2015 | Damian Martin a Lesley Vanderwalt                               | Šílený Max: Zběsilá cesta              |
| 2015 | Jerry DeCarlo a Patricia Regan                                  | Carol                                  |
| 2015 | Morna Ferguson a Lorraine Glynn                                 | Brooklyn                               |
| 2015 | Jan Sewell                                                      | Dánská dívka                           |
| 2015 | Siân Grigg, Duncan Jarman a Robert Pandini                      | Revenant Zmrtvýchvstání                |
| 2016 | J. Roy Helland a Daniel Phillips                                | Božská Florence                        |
| 2016 | Jeremy Woodhead                                                 | Doctor Strange                         |
| 2016 | Shane Thomas                                                    | Hacksaw Ridge: Zrození hrdiny          |
| 2016 | Donald Mowat a Yolanda Toussieng                                | Noční zvířata                          |
| 2016 | Amanda Knight, Neal Scanlan a Lisa Tomblin                      | Rogue One: Star Wars Story             |
| 2017 | David Malinowski, Ivana Primorac, Lucy Sibbick a Kazuhiro Tsuji | Nejtemnější hodina                     |
| 2017 | Daniel Phillips a Lou Sheppard                                  | Viktorie a Abdul                       |
| 2017 | Deborah La Mia Denaver a Adruitha Lee                           | Já, Tonya                              |
| 2017 | Donald Mowat a Kerry Warn                                       | Blade Runner 2049                      |
| 2017 | Naomi Bakstad, Robert A. Pandini a Arjen Tuiten                 | (Ne)obyčejný kluk                      |
| 2018 | Nadia Stacey                                                    | Favoritka                              |
| 2018 | Mark Coulier a Jan Sewell                                       | Bohemian Rhapsody                      |
| 2018 | Jenny Shircore                                                  | Marie, královna skotská                |
| 2018 | Mark Coulier, Jeremy Woodhead a Josh Weston                     | Stan & Ollie                           |
| 2018 | Kate Biscoe, Greg Cannom, Patricia DeHaney a Chris Gallaher     | Vice                                   |
| 2019 | Vivian Baker, Kazu Hiro a Anne Morgan                           | Bombshell                              |
| 2019 | Naomi Donne                                                     | 1917                                   |
| 2019 | Kay Georgiou a Nicki Ledermann                                  | Joker                                  |
| 2019 | Jeremy Woodhead                                                 | Judy                                   |
| 2019 | Lizzie Yianni Georgiou                                          | Rocketman                              |

### Třetí desetiletí 21. století
| Rok  | Umělec                                                                | Za masky ve snímku            |
| ---- | --------------------------------------------------------------------- | ----------------------------- |
| 2020 | Matiki Anoff, Larry M. Cherry, Sergio López-Rivera a Mia Neal         | Ma Rainey – matka blues       |
| 2020 | Jenny Shircore                                                        | Vykopávky                     |
| 2020 | Patricia Dehaney, Eryn Krueger Mekash a Matthew W. Mungle             | Americká elegie               |
| 2020 | Colleen LaBaff, Kimberley Spiteri a Gigi Williams                     | Mank                          |
| 2020 | Dalia Colli, Mark Coulier, a Francesco Pegoretti                      | Pinocchio                     |
| 2021 | Linda Dowds, Stephanie Ingram a Justin Raleigh                        | Očima Tammy Faye              |
| 2021 | Naomi Donne a Nadia Stacey                                            | Cruella                       |
| 2021 | Alessandro Bertolazzi a Siân Miller                                   | Cyrano                        |
| 2021 | Love Larson a Donald Mowat                                            | Duna                          |
| 2021 | Frederic Aspiras, Jana Carboni, Giuliano Mariano a Sarah Nicole Tanno | Klan Gucci                    |
| 2022 | Jason Baird, Mark Coulier, Louise Coulston a Shane Thomas             | Elvis                         |
| 2022 | Heike Merker                                                          | Na západní frontě klid        |
| 2022 | Naomi Donne, Mike Marino a Zoe Tahir                                  | Batman                        |
| 2022 | Naomi Donne, Barrie Gower a Sharon Martin                             | Matilda Roalda Dahla: Muzikál |
| 2022 | Anne Marie Bradley, Judy Chin a Adrien Morot                          | Velryba                       |
| 2023 | Nadia Stacey, Mark Coulier a Josh Weston                              | Chudáčci                      |
| 2023 | Kay Georgiou a Thomas Nellen                                          | Zabijáci rozkvetlého měsíce   |
| 2023 | Siân Grigg, Kay Georgiou, Kazu Hiro a Lori McCoy-Bell                 | Maestro                       |
| 2023 | Jana Carboni, Francesco Pegoretti, Satinder Chumber a Julia Vernon    | Napoleon                      |
| 2023 | Luisa Abel, Jaime Leigh McIntosh, Jason Hamer a Ahou Mofid            | Oppenheimer                   |

## Externí odlazy
- BAFTA Awards Archivováno 24. 6. 2007 na Wayback Machine. v Internet Movie Database (anglicky)